# Парнелл, Шон
Шон Па́рнелл (англ. Sean R. Parnell; 19 ноября 1962 года, Ханфорд, Калифорния, США) — губернатор Аляски с конца июля 2009 года в связи с объявлением Сары Пэйлин об уходе в отставку с этого поста по декабрь 2014 года.

## Образование
Парнелл по профессии адвокат, учился в Тихоокеанском лютеранском университете (получил степень бакалавра делового администрирования в 1984 году) и в юридической школе Университета Пьюджет-Саунда (степень доктора права, 1987). Является членом коллегии адвокатов Аляски и города Вашингтон.

## Политическая карьера
В 1992 году был избран в Палату представителей Аляски. Входил в комитет по финансам и возглавлял большое количество подкомитетов. Переизбирался на второй срок.
В 1996 году был избран членом Сената штата Аляски. Был сначала членом, а затем сопредседателем комитета по финансам, также входил в Совет по Энергетике.
В 2008 году в ходе республиканских праймериз пытался получить право выставить свою кандидатуру на выборах в Палату представителей США. Проиграл Дону Янгу, который является представителем от Аляски уже в течение 18 сроков.
3 июля 2009 года, не дожидаясь окончания своего первого срока, губернатор Аляски Сара Пэйлин объявила о том, что уходит в отставку с поста губернатора Аляски. Пэйлин сложила с себя полномочия губернатора 26 июля 2009 года, и в тот же день Шон Парнелл принес присягу в качестве 12-го губернатора штата в городе Фэрбанксе.
В 2010 году избран на пост губернатора Аляски на 4-летний срок. На выборах набрал 59,1 % голосов, обогнав основного соперника-демократа на 21,4 %. В 2014 году проиграл очередные губернаторские выборы Биллу Уокеру.